# Petroglyphen in Schweden

Felsbildkonzentrationen

Die Petroglyphen in Schweden (schwedisch Hällbilder, Hällristningar nicht jedoch Hällmålningar) stellen das reichste Bildmaterial aus dem Norden des urgeschichtlichen Europa dar. Von der älteren Forschung wurden sie meist als religiöse Urkunden aus der Bronzezeit (etwa 1500–500 v. Chr.) aufgefasst. Nach neueren Forschungen handelt es sich nicht nur um Darstellungen von kultischen Ritualen, sondern auch um Abbildungen der sozialen Realität bzw. gesellschaftlicher Hierarchien. Die Anfertigung der Felsbilder erforderte einen hohen Aufwand, so dass ihre Anbringung für ihre Schöpfer ein wichtiges Anliegen gewesen sein muss. Regionale Besonderheiten zeigen, dass sie der lokalen Bevölkerung und nicht reisenden Künstlern zu danken sind.

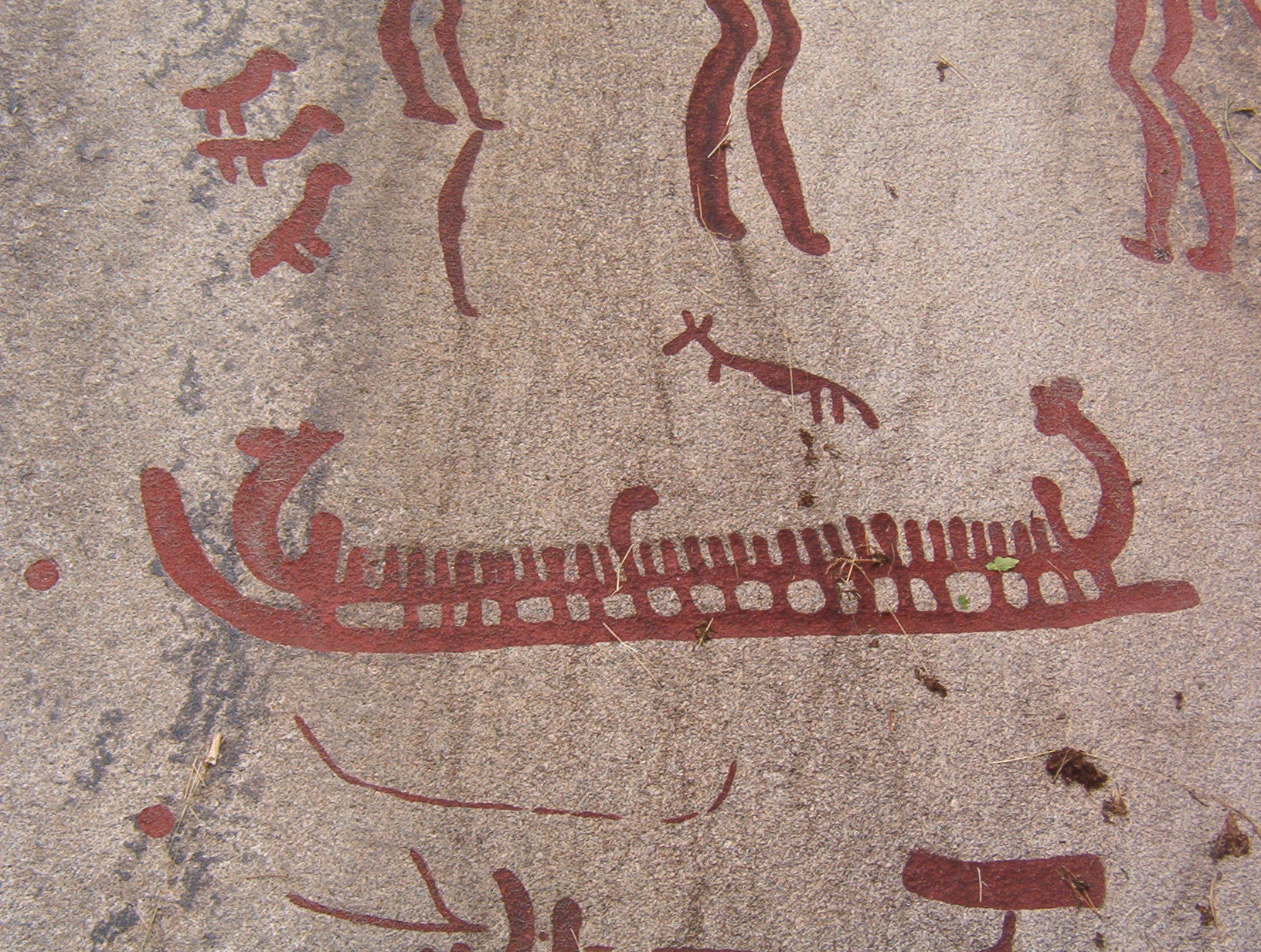
Felsritzung Tanum (Bohuslän)

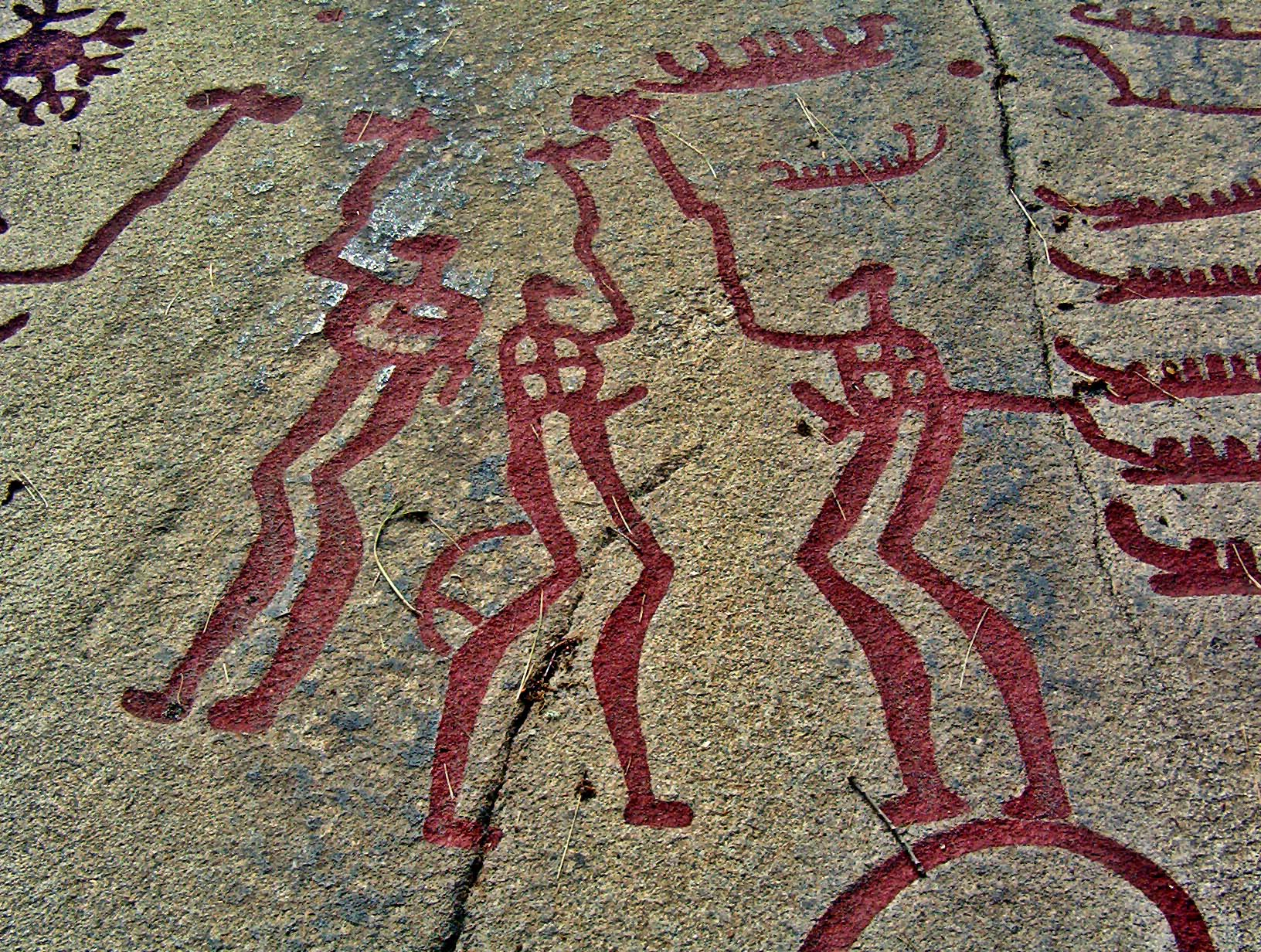
Felsritzung Tanum (Bohuslän)

Bis auf die nordskandinavischen, der arktischen Jägerkunst zugehörigen Beispiele, die auch mittels Farbe aufgetragen wurden, sind die Bilder in Felsen eingeschlagen. Durch Gletscherschliff vorbereitete Felsen boten dafür ideale Projektionsebenen. Das harte Material setzte der Ausdrucksform allerdings Grenzen.

## Beschreibung
Die Bilder sind wenige Millimeter ins Gestein eingetieft. Wegen der geringen Eintiefung sind manche Bilder schlecht zu erkennen. Nur die so genannten Schälchen weisen Tiefen von mehreren Zentimetern auf. In dem spröden Granit oder Gneis sind die Kanten stets ausgebrochen, aber die Motive wirken nicht unscharf. In der Regel ist aber nicht feststellbar, ob die Bilder zu einem späteren Zeitpunkt nachbearbeitet wurden. Meist wird mit einem unpräparierten Stein als Werkzeug gearbeitet worden sein, mit dem die Bilder eingeschlagen bzw. eingepickt wurden. Vor allem Quarzite könnten dafür benutzt worden sein. Das gilt gewiss für die flächigen Bilder. Das Bild wurde gleichsam ausgehoben und erscheint als Negativ im Felsen. Solche Bilder beinhalten nur ausnahmsweise innere Gliederungen. Diese Technik ist vornehmlich im östlichen Skandinavien belegt.
Mitunter ist die Verwendung eines spitzen, vielleicht sogar metallenen Werkzeugs erkennbar. Das gilt für Bilder, die als Konturen geschaffen wurden – ein Verfahren, das im westlichen Skandinavien bevorzugt wurde. Durchweg eingeritzt sind die Bilder bei Högsby in Dalsland, wo sich der anstehende Tonschiefer für diese Technik anbot. Sehr fein gezeichnete Bilder können auch eingeschliffen sein. Die zeitgemäße Bronze ist dafür ungeeignet. Eine zinnhaltigere, harte Legierung wäre aber vorstellbar.
Auf Bornholm und auf der skandinavischen Halbinsel sind fast ausschließlich anstehende Felsen bebildert worden. In Dänemark und Norddeutschland sind dagegen mangels massiver Aufschlüsse Findlinge (Engelstrupstenen) ausgewählt worden. Da die verfügbaren Flächen auf Steinen kleiner waren, wurden sie meist nur mit wenigen Zeichen oder einem freistehenden Motiv verziert.

## Verbreitung
Felsritzungen gibt es in Norwegen und in allen süd- und mittelschwedischen Provinzen mit Ausnahme von Närke. In Värmland wurden sie lediglich auf der im Vänern gelegenen Halbinsel Värmlandsnäs beobachtet. Besonders zahlreich sind Petroglyphen:
- im nördlichen Bohuslän (Massleberg) bis nach Østfold in Norwegen,
- um Enköping im südwestlichen Uppland,
- Felsritzungen von Himmelstalund in der Gegend um Norrköping im mittleren Östergötland
- im südöstlichen Schonen (bei Simrishamn).
- am Nämforsen (Stromschnelle) in Ångermanland, begegnen sich Zeichnungen nord- (Jäger) und südskandinavischen (Bauern) Typs.

Die Felsritzungen von Släbro sind besonderebronzezeitliche Felsritzungen nordwestlich von Nyköping in Södermanlands län.
Ritzungskonzentrationen liegen:
- im Kirchspiel Tisselskog, in Dalsland,
- an der Küste nordwestlich von Västervik, (Småland),
- Horsahallen im Kirchspiel Torhamn, im östlichen Blekinge.

Außerhalb dieser Gebiete treten einzelne Felsritzungen auf dem Festland sowie auf Öland und Gotland auf. Der Kalksteinuntergrund auf den Inseln ist jedoch ungeeignet, diesen Denkmalstyp dauerhaft zu bewahren.
Die Hauptmotive sind in den verschiedenen Gebieten gleich. Im Detail und in der Ausführung liegen aber Variationen vor. Einige Motive sind für bestimmte Gebiete prägend und fehlen in anderen. Einige Bilder haben monumentale Größe, andere sind nahezu winzig. Bemerkenswerte Figurengröße kennzeichnet viele Ritzungen in Bohuslän, die auch die bekanntesten sind. Dargestellt sind primär: Menschen, Ackerbau und Tierhaltung, Jagd und Fang, Kult und Religion (z. B. die Sonne in Form des Radkreuzes), und damit verbunden Rad und Wagen, Schiffe und Waffen.
Die Variation in Bohuslän ist sehr groß. Schiffsdarstellungen mit zahlreichen Mannschaftsstrichen, hinter- oder übereinander eingeschlagen, wechseln mit Bildern schwert- oder axttragender Männer, auch Reiter. Es kommen Adoranten mit erhobenen Armen und gespreizten Fingern, Lurenbläser und Tänzer vor. Bilder von Wild- und von Haustieren (Stiere) sowie von Wagen und Pflügern stellen den Bezug zum Ackerbau her. Dagegen sind keine Hausbilder beobachtet worden.